# Старожилов, Валерий Титович
Старожилов Валерий Титович (род. 11 июля 1943 года, село Нежино, Приморский край) — российский физико-географ и геолог, директор Тихоокеанского международного ландшафтного центра, профессор Дальневосточного федерального университета. Доктор географических наук, профессор.

## Биография
Родился в 1943 году в селе Нежино Хасанского района Приморского края.

### Образование
В 1966 году окончил Дальневосточный политехнический институт по специальности «Поиски и разведка металлических и неметаллических полезных ископаемых».
В 1984 году защитил диссертацию на соискание ученой степени кандидата геолого-минералогических наук.
В 2013 году защитил диссертацию на соискание ученой степени доктора географических наук.

### Профессиональная деятельность
- 1966—1980 — инженер-геолог Приморской геолого-съемочной экспедиции «Примгеология»;
- 1981—1983 — научный сотрудник Дальневосточного геологического института ДВНЦ АН СССР;
- 1983—1989 — старший преподаватель кафедры физической географии Дальневосточного государственного университета;
- 1989—2011 — доцент кафедры физической географии Дальневосточного государственного университета;
- 2011—2020 — профессор кафедры географии и устойчивого развития геосистем Дальневосточного федерального университета;
- с 2016 — директор Тихоокеанского международного ландшафтного центра при Дальневосточном федеральном университете;
- с 2020 — профессор кафедры почвоведения Дальневосточного федерального университета
- с 2023 — заведующий кафедрой почвоведения Дальневосточного федерального университета.

Работая в Дальневосточном государственном университете (с 2011 г. — ДВФУ) В. Т. Старожилов читал такие курсы как «Геология», «Геохимия ландшафта» и «Ландшафтоведение» студентам географических, экологических и почвоведческих специальностей. Им разработаны специальные курсы «Прикладное ландшафтоведение», «Ландшафтные основы землепользования». Активно совмещает педагогическую деятельность с научной. Член редколлегии журнала «Ученые записки Крымского федерального университета имени В. И. Вернадского. География. Геология».

## Научные достижения
В целом основной научный вклад В. Т. Старожилова связан с изучением ландшафтов на Дальнем Востоке России. В 1983 году им впервые составлена карта ландшафтной типизации для Приморского края. Является участником и руководителем различных экспедиций с целью исследования ландшафтов Приморья, Сахалина, Камчатки и других районов. Им выполнено физико-географическое районирование Приморского края, составлены ландшафтные карты для Приморья и его отдельных территорий, включая полуострова Муравьева-Амурского.
Всего около 350 научных публикаций и учебно-методических работ, в том числе 27 монографий, 18 учебных пособий и 6 полноценных карт.

### Избранные работы
- Старожилов В. Т. Ландшафтная география Приморского края Тихоокеанской России. В 3 томах (Т. 1. «Регионально-компонентная специфика и пространственный анализ геосистем», Т. 2 «Районирование», Т. 3 «Вопросы практики»). — Владивосток: изд-во ДВФУ, 2014. — С. 280 + 300 + 208.
- Старожилов В. Т. Ландшафтно-природопользовательская стратегия в Тихоокеанской России // Проблемы региональной экологии. — 2015. — № 4. — С. 21-27.
- Старожилов В. Т. Тихоокеанский окраинно-континентальный ландшафтный пояс как географическая единица Тихоокеанской России и вопросы природопользования // Проблемы региональной экологии. — 2014. — № 6 — С. 91-97.
- Старожилов В. Т. Ландшафтное картографирование территорий Приморского края // Известия РАН. Серия географическая. — 2010. — № 2. — С. 82-89.
- Старожилов В. Т. Ландшафтное районирование Приморского края // Вестник ДВО РАН. — 2010. — № 3. — С. 107—112.
- Старожилов В. Т., Зонов Ю. Б. Исследование ландшафтов Приморского края для целей природопользования // География и природные ресурсы. — 2009. — № 2. — С. 94-100.
- Старожилов В. Т. Структурно-тектоническое районирование Пионерско-Шельтинской зоны Восточно-Сахалинских гор // Тихоокеанская геология. — 1990. — № 3. — С. 90-96.
- Старожилов В. Т. Тихоокеанский окраинно-континентальный ландшафтный пояс как географическая елиница Тихоокеанской России и вопросы практики//Проблемы региональной экологии.-М.-.2013. -№5. -С. 1 -7.
- Старожилов В. Т. Природопользование: практическая ландшафтная география: учебник.- Владивосток: изд-во ДВФУ,  2018. -276 с.
- Старожилов В.Т. Ландшафтная география юга Тихоокеанского ландшафтного пояса России. Регионально-компонентная специфика и пространственный анализ геосистем на примере Приморского края: учебник. - Владивосток: изд-во ДВФУ, 2018. 316 с.
- Старожилов В.Т. Ландшафтное районирование юга Тихоокеанского ландшафтного пояса России.: учебник. -Владивосток: изд-во ДВФУ, 2018. 350 с.

## Награды и премии
- Почетный работник высшего профессионального образования РФ
- Медаль «За вклад в реализацию государственной политики в области образования» (2021)

## Членство в научных и профессиональных организациях
- Русское географическое общество — действительный член
- Российская академия естествознания — академик
- Диссертационный совет при ДВФУ по специальности 03.02.08 «Экология» (Д 212.056.18) — член
- Диссертационный совет при ТИГ ДВО РАН по специальности 25.00.36 «Геоэкология» (Д 005.016.02) — член